# L'Œil d'or
Pour les articles homonymes, voir L'Œil d'or (homonymie).
 (octobre 2011).
Si vous disposez d'ouvrages ou d'articles de référence ou si vous connaissez des sites web de qualité traitant du thème abordé ici, merci de compléter l'article en donnant les références utiles à sa vérifiabilité et en les liant à la section « Notes et références ».
L'Œil d'or est une maison d'édition française indépendante et associative fondée en décembre 1999 par Jean-Luc André d'Asciano.

## Présentation
L'Œil d'or publie de la fiction américaine (dont les fictions de Mark Twain, dans des nouvelles traductions de Freddy Michalski), des ouvrages autour des arts de la scène (Loïe Fuller, Josef Nadj, Sidi Larbi Cherkaoui, Antonia Baher, etc.) de l'architecture (textes de Claude Parent), de l'urbanisme (en étroite collaboration avec l'université Paris-Est-Marne-la-Vallée/École des Ponts Paris Tech et la Cité internationale universitaire de Paris), des textes du Moyen Âge, des textes critiques, des documents (tels les témoignages des survivants de la catastrophe de Courrières ou les minutes du premier procès de violences faites par des adultes à des mineurs pupilles de l'état – affaire des Vermiraux) et quelques inclassables.
Les éditions publient 5 titres par an, pour des tirages se situant entre 1 000 et 5 000 exemplaires.

## Titres

### Architectures et urbanisme
- Mobilités & modes de vie métropolitains, sous la direction de Marie-Hélène Massot, 2010  (ISBN 978-2-913661-37-0)
- L'[In]Sécurité dans la ville, Les Entretiens de Saint-Denis, 2003  (ISBN 2-913661-09-2) (épuisé)
- Les Boutiques pédagogiques, Najett Maatougui, 2004  (ISBN 2-913661-14-9) (épuisé)
- Réhabiliter les édifices métalliques emblématiques du XXe siècle, Collectif  (ISBN 978-2-913661-26-4)
- Cité internationale universitaire de Paris - Architectures paysages, Collectif, 2010  (ISBN 978-2-913661-38-7)
- Le Déclin, Claude Parent, 2009  (ISBN 978-2-913661-31-8)
- Ville éphémère ville durable, Collectif, 2009  (ISBN 978-2-913661-29-5)

### Documents et mémoires
- La Scène Lyrique autour de 1900, Remy Campos & Aurélien Poidevin, 2012  (ISBN 978-2-913661-49-3), (prix des Muses 2013)
- Le sang noir. Chasse et mythe du Sauvage en Europe, Paris, Flammarion, 1994, 382 pages, réédition 2012, Paris, (Prix de l'Académie française 1995)
- La Révolte des enfants des Vermiraux, Emmanuelle Jouet, 2011  (ISBN 978-2-913661-41-7) (Prix d'études morvandelles Marcel-Vigreux 2012)
- Quand l'Opéra entre en Résistance, Collectif, 2007  (ISBN 978-2-913661-25-7)
- Mes humanités, André Carrel, 2009  (ISBN 978-2-913661-30-1)
- La Catastrophe des mines de Courrières, collectif, 2006  (ISBN 2-913661-22-X)
- Jeanne et André, un couple en guerre, Alain Bellet, 2004  (ISBN 2-913661-12-2)
- P'tits enfants du bassin minier, Alain Bellet et Patricia Baud, 2003  (ISBN 2-913661-10-6) (épuisé)
- Mosaïques, Alain Bellet et Patricia Baud, 2001  (ISBN 2-913661-05-X) (épuisé)
- Je ne veux pas être Anastasia, E. Massalsky, 1999  (ISBN 2-913661-03-3)

### Essais littéraires
- Petite mystique de Jean Genet, Jean-Luc A. d'Asciano, 2007,  (ISBN 978-2-913661-23-3)
- Petite mécanique de James Ellroy, Collectif - 3e édition revue et augmentée, 2002,  (ISBN 2-913661-00-9)

### Arts de la scène
- Le Bûcher des marionnettes, Mathieu Braunstein, 2006,  (ISBN 2-913661-21-1)
- Les Tombeaux de Josef Nadj, Myriam Blœdé, 2006,  (ISBN 2-913661-20-3)
- Sidi Larbi Cherkaoui, rencontres, Joël Kerouanton, 2004,  (ISBN 2-913661-13-0)
- Catherine Diverres, mémoires passantes, Irène Filiberti, 2010,  (ISBN 978-2-913661-39-4)
- Rosaura, Brigitte Seth et Roser Montllo Guberna, (Compagnie Toujours après minuit), 2009,  (ISBN 978-2-913661-33-2)
- Rire, Laugh, Lachen, Antonia Baehr, 2008,  (ISBN 978-2-913661-28-8)
- Concordan(s)e, Collectif - dirigé par Jean-François Munnier, 2010,  (ISBN 978-2-913661-36-3)
- Ma vie et la danse, Loïe Fuller (préface de Giovanni Lista), 2000

### Fictions
- L'Homme, c'est quoi ?, Mark Twain (Qu'est-ce que l'homme ?), 2011,  (ISBN 978-2-913661-42-4)
- Bric-à-brac man, Russell H. Greenan, 2011,  (ISBN 978-2-913661-40-0)
- Examen critique de la pétrification, Thorne Smith, 2010,  (ISBN 978-2-913661-35-6)
- Les Aventures de Huckleberry Finn, Mark Twain, 2010,  (ISBN 978-2-913661-32-5)
- L'Étranger mystérieux, Mark Twain, 2008,  (ISBN 978-2-913661-27-1)
- Le Prétendant américain, Mark Twain, 2007,  (ISBN 978-2-913661-24-0)
- Bouilles, Sarah d'Haeyer, 2005,  (ISBN 2-913661-18-1)
- Lettres de la Terre, Mark Twain, 2005,  (ISBN 2-913661-16-5)
- Les Filles d'Ariane, Babel, Ricardo Montserrat, Alain Goutal, 2005,  (ISBN 2-913661-15-7)
- Journal d'Adam et journal d'Ève, Mark Twain, 2004,  (ISBN 2-913661-11-4)
- Les Jouets perdus de Romilio Roil, Sergio Aquindo, 2003,  (ISBN 2-913661-08-4)
- Manou Binocles, Mathilde Bancon et J-L. A. d'Asciano, 2002,  (ISBN 2-913661-06-8)

### Catalogues et monographie
- Vincent Leroy, Véronique Bouruet-Aubertot, 2006,  (ISBN 2-913192-19-X)
- Renaissance de la collection de dessins du Musée Antoine-Lécuyer 1550-1950, Pierre Rosenberg, Alastair Laing et Hervé Cabezas, 2005,  (ISBN 2-913661-17-3)

### Textes du Moyen Âge
- Il Libro dell'arte, Traité des arts, Cennino Cennini, 2009,  (ISBN 978-2-913661-34-9)
- Des monstres et prodiges, Des animaux et de l'excellence de l'homme, Discours de la Licorne, Ambroise Paré, 2003,  (ISBN 2-913661-07-6)